# Épercieux-Saint-Paul
Épercieux-Saint-Paul is een gemeente in het Franse departement Loire (regio Auvergne-Rhône-Alpes) en telt 543 inwoners (1999). De plaats maakt deel uit van het arrondissement Montbrison.

## Geografie
De oppervlakte van Épercieux-Saint-Paul bedraagt 8,0 km², de bevolkingsdichtheid is 67,9 inwoners per km².
De onderstaande kaart toont de ligging van Épercieux-Saint-Paul met de belangrijkste infrastructuur en aangrenzende gemeenten.

## Demografie
Onderstaande figuur toont het verloop van het inwonertal (bron: INSEE-tellingen).